# Medcelinski pokal
Medkontinentalni pokal je bilo nogometno tekmovanje, ki je bilo predhodnica klubskega svetovnega prvenstva Fife. Prvenstvo je potekalo vsako leto med letoma 1960 in 2004 s finalom, v katerem sta se pomerila zmagovalca evropske Lige prvakov in južnoameriškega pokala Copa Libertadores, torej prvaka dveh najrazvitejših nogometnih celin.
Vse zmagovalce je FIFA uradno imenovala »svetovne prvake«.

## Zmagovalci
- 1960 - Real Madrid
- 1961 - Penarol
- 1962 - Santos
- 1963 - Santos
- 1964 - Inter
- 1965 - Inter
- 1966 - Penarol
- 1967 - Racing Avellaneda
- 1968 - Estudiantes
- 1969 - Milan
- 1970 - Feyenoord
- 1971 - Nacional
- 1972 - Ajax
- 1973 - Independiente
- 1974 - Atletico Madrid
- 1975 - ni igral
- 1976 - Bayern
- 1977 - Boca Juniors
- 1978 - ni igral
- 1979 - Olimpia
- 1980 - Nacional
- 1981 - Flamengo
- 1982 - Penarol
- 1983 - Gremio
- 1984 - Independiente
- 1985 - Juventus
- 1986 - River Plate
- 1987 - Porto
- 1988 - Nacional
- 1989 - Milan
- 1990 - Milan
- 1991 - Crvena zvezda
- 1992 - São Paulo
- 1993 - São Paulo
- 1994 - Velez Sarsfield
- 1995 - Ajax
- 1996 - Juventus
- 1997 - Borussia Dortmund
- 1998 - Real Madrid
- 1999 - Manchester United
- 2000 - Boca Juniors
- 2001 - Bayern
- 2002 - Real Madrid
- 2003 - Boca Juniors
- 2004 - Porto